# Tessitura (musica)
In musica la tessitura identifica un particolare campo di frequenze o di timbri propri di uno strumento musicale. Nella notazione musicale, inoltre, la tessitura è l'insieme delle note che sono racchiuse da una chiave.

## Nel canto
Il termine può essere riferito anche al canto per indicare la zona del pentagramma in cui, all'interno di un pezzo musicale e in relazione a un registro vocale, si concentra la maggior parte delle note da eseguire. In riferimento ai singoli cantanti, la tessitura rappresenta la parte della loro estensione, corrispondente solitamente alle sue sette note centrali, in cui essi si trovano più a loro agio nell'emissione, riuscendo così ad esprimere il massimo della potenza e del virtuosismo. La tessitura non deve essere confusa con l'estensione, che indica invece tutto l'arco del pentagramma di cui viene richiesta l'esecuzione relativamente a un pezzo o a una categoria vocale, e, all'interno di questa, la capacità del singolo cantante. Due pezzi con la medesima estensione possono avere tessiture più o meno acute a seconda della zona in cui è concentrata la maggior parte delle note, che risulta determinante ai fini dei risultati dell'esecuzione.
Le tessiture tipiche delle varie voci sono: 
- Da sol3 a sol4 per il soprano (tessitura media, che può salire leggermente per i soprani leggeri o scendere leggermente per quelli cosiddetti drammatici).
- Da re3 a re4 per i mezzisoprani.
- Da la2 a la3 per i contralti.
- Da sol2 a sol3 per i tenori (variabile in base al timbro più leggero o drammatico, similmente ai soprani).
- Da re2 a re3 per i baritoni.
- Da la1 a la2 per i bassi, ma i bassi profondi sono caratterizzati da una tessitura ancora più grave.[senza fonte]

Al riguardo è da notare che un cantante può trovarsi più a suo agio nel sostenere una tessitura acuta di un altro con un'estensione maggiore. Tito Schipa, ad esempio, il prototipo dei tenori leggeri del '900, era un cantante relativamente limitato sul piano dell'estensione nella parte estrema del registro (non era mai stato in grado di raggiungere il do4), ma sosteneva al meglio le tessiture che ne occupavano tutta la zona comunque alta, dal do3 al si3 bemolle, nella quale la sua voce risultava particolarmente vivida e lucente.